# سفارت السالوادور در لندن
سفارت السالوادور در لندن (به انگلیسی: Embassy of El Salvador) یک منطقهٔ مسکونی و نمایندگی سیاسی این کشور در بریتانیا است که در لندن واقع شده‌است.